# Acanthuriformes
Acanthuriformes, red riba zrakoperki , dio razreda Teleostei. Sastoji se od 13 porodica.

## Porodice
1. Acanthuridae Bonaparte, 1835, bodljorepke
2. Antigoniidae Jordan & Evermann, 1898
3. Caproidae Bonaparte, 1835, kljunčice
4. Chaetodontidae Rafinesque, 1815, leptirke
5. Drepaneidae Gill, 1872, srpašice
6. Ephippidae Bleeker, 1859, 	lopatarke
7. Leiognathidae Gill, 1893, klizočeljuske
8. Lobotidae Gill, 1861, 	trorepke
9. Luvaridae Gill, 1885
10. Pomacanthidae Jordan & Evermann, 1898, anđelci
11. Scatophagidae Gill, 1883
12. Siganidae Richardson, 1837, mramornice
13. Zanclidae Bleeker, 1876, maorske idolke